# Авксенти Георгиев
Авксенти Георгиев Борозанов е български революционер, деец на Върховния македоно-одрински комитет.

## Биография
Роден е в Куманово, тогава в Османската империя. Завършва в 1890 година с петия випуск Солунската българска мъжка гимназия. Съпруг е на Екатерина Симидчиева, с която има син - Борис Борозанов. Присъединява се към Македоно-одринската организация и е привърженик на Борис Сарафов. През 1900 година е учител и председател на околийския революционен комитет в Куманово. След Кумановската афера от ноември-декември 1900 година, заподозрян от властите, бяга в България, заради което е критикуван от Никола Каранджулов и на Седмия македоно-одрински конгрес от януари 1901 година.
Георгиев е виден деец на македонската емиграция в България. На Деветия македоно-одрински конгрес през юли-август 1901 година е делегат и кандидат от сарафистката листа. Представител е на Кумановското братство на Учредителния събор на Съюза на македонските емигрантски организации, проведен в София от 22 до 25 ноември 1918 година. Участва като делегат от Кумановското благотворително братство в обединителния конгрес на Македонската федеративна организация и Съюза на македонските емигрантски организации от януари 1923 година.